# Robin Wilson (Mathematiker)

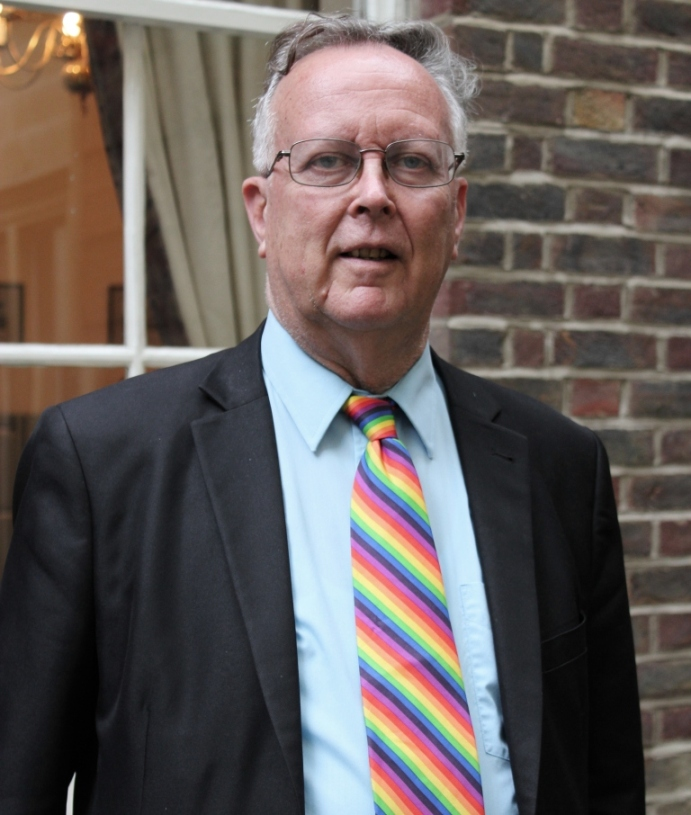
Robin Wilson

Robin James Wilson (* 5. Dezember 1943) ist ein britischer Mathematiker, Mathematikhistoriker und Autor.
Wilson ist der Sohn des früheren britischen Premierministers Harold Wilson (1916–1995) und dessen Frau, der Poetin Mary Wilson, geb. Baldwin (1916–2018). Er studierte Mathematik in Oxford und der University of Pennsylvania, wo er 1968 bei Nesmith Ankeny in Zahlentheorie promoviert wurde (An extension of the large sieve to algebraic number fields). Er war Professor an der Open University (inzwischen emeritiert) und Professor für Geometrie am Gresham College der Universität London.
Er verfasste mehrere Bücher über Mathematik im weitesten Sinn (zum Beispiel Mathematikgeschichte in Briefmarken, Sudoku, Lewis Carroll als Mathematiker, Musik und Mathematik, Isaac Newton, August Ferdinand Möbius, über Geschichte der Graphentheorie und der Kombinatorik und insbesondere über die Geschichte des Vierfarbenproblems). In seiner wissenschaftlichen Arbeit als Mathematiker veröffentlichte er unter anderem über die Färbung von Graphen und zur Theorie der Matroide. Außerdem schrieb er ein Buch über die Opern von Gilbert und Sullivan. Er schrieb auch ein Buch über Mathematik und Mathematiker auf Briefmarken und hatte eine Kolumne zu diesem Thema im 'Mathematical Intelligencer'. 2005 wurde er mit dem George Pólya Award ausgezeichnet.
1999 bis 2003 war er Herausgeber des European Mathematical Society Newsletter.

## Schriften
- Lewis Carroll in Numberland. His Fantastical Mathematical Logical Life. Allen Lane, London u. a. 2008, ISBN 978-0-7139-9757-6.
- Hidden Word Sudoku. The last word in sudoku puzzles. The Infinite Ideas Company Limited, Oxford 2005, ISBN 1-904902-74-X.
- How to Solve Sudoku. A step-by-step guide. The Infinite Ideas Company Limited, Oxford 2005, ISBN 1-904902-62-6.
- als Herausgeber mit Marlow Anderson, Victor Katz: Sherlock Holmes in Babylon and Other Tales of Mathematical History. Mathematical Association of America, Washington DC 2004, ISBN 0-88385-546-1.
- als Herausgeber mit John Fauvel, Raymond Flood: Music and mathematics. From Pythagoras to Fractals. Oxford University Press, Oxford u. a. 2003, ISBN 0-19-851187-6.
- Four Colours Suffice. How the Map Problem Was Solved. Allen Lane, London u. a. 2002, ISBN 0-7139-9670-6.
- Stamping through Mathematics. Springer, New York NY u. a. 2001, ISBN 0-387-98949-8.
- mit Joan M. Aldous: Graphs and Applications. An Introductory Approach. Springer, London u. a. 2000, ISBN 1-85233-259-X.
- als Herausgeber mit Jeremy Gray: Mathematical Conversations. Selections from the Mathematical Intelligencer. Springer, New York NY u. a. 2000, ISBN 0-387-98686-3.
- als Herausgeber mit John Fauvel, Raymond Flood: Oxford Figures. 800 Years of Mathematical Sciences. Oxford University Press, Oxford u. a. 2000, ISBN 0-19-852309-2.
- mit Ronald C. Read: An Atlas of Graphs. Clarendon Press, Oxford u. a. 1998, ISBN 0-19-852650-4.
- als Herausgeber mit John Fauvel, Raymond Flood: Möbius and his band. Mathematics and astronomy in nineteenth-century Germany. Oxford University Press, Oxford u. a. 1993, ISBN 0-19-853969-X. 
  - deutsch: Möbius und sein Band. Der Aufstieg von Mathematik und Astronomie im Deutschland des 19. Jahrhunderts. Birkhäuser, Basel u. a. 1994, ISBN 3-7643-2990-4.
- als Herausgeber mit John Fauvel, Raymond Flood, Michael Shortland: Let Newton be! Oxford University Press, Oxford u. a. 1988, ISBN 0-19-853924-X.
  - deutsch: Newtons Werk. Die Begründung der modernen Naturwissenschaft. Birkhäuser, Basel u. a. 1993, ISBN 3-7643-2890-8.
- mit Norman L. Biggs, E. Keith Lloyd: Graph Theory. 1736–1936. Clarendon Press, Oxford 1976, ISBN 0-19-853901-0.